# سگ تازی (فیلم)
گری‌هاوند یا سگ تازی (به انگلیسی: Greyhound) یک فیلم آمریکایی محصول ۲۰۲۰ در سبک جنگی به کارگردانی آرون اشنایدر و نویسندگی تام هنکس است. تام هنکس همچنین تهیه‌کننده و از بازیگران اصلی فیلم است. داستان این فیلم برگرفته از رمان چوپان خوب (۱۹۵۵) نوشته سی. اس. فارستر می‌باشد.

## بازیگران
- تام هنکس در نقش کاپیتان ارنست کراوس
- استیون گراهام
- الیزابت شو
- راب مورگان

## تولید
در سپتامبر ۲۰۱۶ اعلام شد که تام هنکس فیلمنامه‌ای را در مورد یک ناوشکن نیروی دریایی در جنگ جهانی دوم نوشته‌است. همچنین اعلام شد که هنکس، خود متمایل به بازی در این فیلم است. در فوریهٔ ۲۰۱۷ آرون اشنایدر به عنوان کارگردان فیلم انتخاب شد و سونی پیکچرز حق توزیع فیلم را به‌دست گرفت.
ابتدا قرار بود این فیلم در تاریخ ۱۲ ژوئن سال ۲۰۲۰ توسط سونی پیکچرز در ایالات متحده در سینماها نمایش داده شود اما به دلیل بیماری همه‌گیر کویید ۱۹ به تعویق افتاد. این حق توزیع به اپل تی‌وی فروخته شد، که این فیلم را به صورت دیجیتالی در ۱۰ ژوئیه سال ۲۰۲۰ منتشر کرد. این فیلم که سکانس‌های اکشن و استفاده مؤثر از زمان اجرا ۹۰ دقیقه‌ای را نشان می‌دهد به‌طور کلی نقدهای مثبتی از منتقدان دریافت کرد.
فیلم سگ تازی قرار بود ابتدا در تاریخ ۱۲ ژوئن ۲۰۲۰ توسط سونی پیکچرز رلیزینگ در ایالات متحده به‌نمایش درآید. با این حال، به‌دلیل اختلالات گسترده و تعطیلی‌ها ناشی از همه‌گیری کووید-۱۹، این اکران ابتدا به‌طور نامحدود به‌تعویق افتاد و سپس لغو شد. شرکت سونی حقوق پخش فیلم را به اپل‌تی‌وی پلاس فروخت و این پلتفرم فیلم را به‌صورت دیجیتالی در ۱۰ ژوئیه ۲۰۲۰ منتشر کرد. فیلم با نقدهای مثبتی از سوی منتقدان روبه‌رو شد و به‌ویژه سکانس‌های پرهیجان و استفاده مؤثر از زمان ۹۰ دقیقه‌ای آن مورد تحسین قرار گرفت. این فیلم در نود و سومین دوره جوایز اسکار نامزد دریافت جایزه بهترین صدا شد.

## داستان
در فوریه ۱۹۴۲، کاروان دریایی متفقین با نام اچ‌ایکس-۲۵، متشکل از ۳۷ کشتی تجاری و نیروبر در مسیر لیورپول، وارد منطقه‌ای معروف به «چاه سیاه» یا شکاف میانی اقیانوس اطلس می‌شود، جایی که هواپیماهای پشتیبان دیگر قادر به پوشش آن نیستند. اسکورت این کاروان شامل ناوشکن آمریکایی از کلاس فلچر به نام یواس‌اس کیلینگ با شماره ۵۴۸ و علامت رادیویی «سگ تازی» بود که فرماندهی آن را فرمانده ارنست کراوس از نیروی دریایی ایالات متحده بر عهده داشت. همراه او ناوشکن بریتانیایی از کلاس تریبال به نام جیمز با علامت «هَری»، ناوشکن لهستانی از کلاس گروم به نام ویکتور با علامت «ایگل» و ناوچه کانادایی از کلاس فلاور به نام داج با علامت «دیکی» نیز کاروان را همراهی می‌کردند.. کراوس فرمانده کل این ناوگان اسکورت است اما با وجود سابقه تحصیلی قوی در امور دریایی، این نخستین فرماندهی جنگی اوست؛ در حالی که سایر فرماندهان، بیش از دو سال است که درگیر جنگ هستند.
سه روز پس از ورود به منطقه «چاه سیاه»، سامانه جهت‌یابی بسامد بالا پیام رادیویی آلمانی‌ها را رهگیری می‌کند و سگ تازی یک زیردریایی آلمانی را که به سمت کاروان می‌آید شناسایی می‌کند. زیردریایی تلاش می‌کند تا از زیر سگ تازی عبور کند، اما کراوس با شلیک یک الگوی کامل بمب عمقی آن را غرق می‌کند. در بازگشت، یک زیردریایی دیگر با نشان «گرگ خاکستری» یک کشتی تجاری یونانی را غرق می‌کند. سگ تازی نیز هدف قرار می‌گیرد اما با مانورهای دقیق از برخورد اژدر می‌گریزد. از سایر کشتی‌های اسکورت خبر می‌رسد که پنج زیردریایی دیگر نیز حضور دارند؛ یک گله‌گرگ در فاصله‌ای دور از تیررس منتظر شب است، زمانی که دید اسکورت‌ها کاهش می‌یابد.
آن شب، زیردریایی «گرگ خاکستری» یک نفت‌کش را با اژدر هدف قرار می‌دهد و با استفاده از دستگاه فریب زیرآبی معروف به پیلن‌وِرفر («قرص‌انداز») فرار می‌کند، به‌طوری که بمب‌های عمقی به هدر می‌روند. کراوس تصمیم می‌گیرد ابتدا بازماندگان نفت‌کش را نجات دهد و سپس به کمک دیگر کشتی‌ها برود، که این امر باعث از دست رفتن یک کشتی تدارکاتی دیگر می‌شود. یکی از خدمه زیردریایی، با نام «گرگ خاکستری»، از طریق پیام رادیویی کاروان و اسکورت‌های آن را مسخره می‌کند. گله‌گرگ در آن شب حمله را آغاز کرده و سه کشتی تجاری دیگر را غرق می‌کند.
صبح روز بعد، کراوس متوجه می‌شود که سگ تازی تنها شش بمب عمقی باقی دارد. سگ تازی و دیکی با همکاری هم و استفاده از شلیک سطحی موفق به غرق کردن یکی از زیردریایی‌ها می‌شوند. دیکی در اثر نزدیکی بیش از حد آسیب سطحی می‌بیند و سگ تازی نیز از سوی توپ عرشه زیردریایی در سمت بندر آسیب می‌بیند. گارسون کشتی، جرج کلیولند، و دو ملوان کشته می‌شوند. در مراسم خاکسپاری آن‌ها، آلمانی‌ها یک کشتی دیگر را غرق می‌کنند و ایگل را به شدت آسیب می‌زنند؛ این کشتی کمی بعد غرق می‌شود. کراوس به خدمهٔ ایگل اجازه می‌دهد کشتی را ترک کنند. با وجود نگرانی از فاش شدن جای اسکورت‌ها، کراوس تصمیم می‌گیرد سکوت رادیویی را بشکند و تنها کلمهٔ «کمک» را به وزارت دریاداری بریتانیا مخابره می‌کند. پاسخ دریافتی «انتظار هواپیما» و «نقطه ایکس‌ری» است، که از اعزام نیروهای کمکی و تغییر محل دیدار حکایت دارد.
با نزدیک شدن کاروان به محدوده پوشش هوایی، سگ تازی با دو زیردریایی دیگر درگیر می‌شود. پس از نبردی سنگین، سگ تازی زیردریایی «گرگ خاکستری» را با یک شلیک کامل غرق می‌کند. یک هواپیمای کاتالینا از فرماندهی ساحلی نیروی هوایی سلطنتی بریتانیا سر می‌رسد و سگ تازی برای مشخص کردن محل زیردریایی دوم شلیک می‌کند، و این باعث می‌شود هواپیما بتواند بمب‌های عمقی خود را بر آن فرود آورد و آن را غرق کند. پس از آنکه مشخص می‌شود تماس با سایر زیردریایی‌ها از دست رفته، ناوشکن اچ‌ام‌اس دایموند به عنوان فرمانده جدید اسکورت‌ها از راه می‌رسد و سگ تازی و دو ناوشکن دیگر را برای تعمیر و تجدید قوا به بندر دری می‌فرستد. کراوس بابت غرق کردن چهار زیردریایی مورد تحسین قرار می‌گیرد. پس از تعیین مسیر جدید، خدمه و سرنشینان کاروان برای خدمهٔ سگ تازی دست می‌زنند و تشویق می‌کنند. کراوس به کابین خود می‌رود و سرانجام به خواب می‌رود.

## عوامل دوبله فارسی
پریسا مرتضوی (مترجم)، حامد عزیزی (مدیر دوبلاژ)، منوچهر والی زاده، چنگیز جلیلوند، رضا آفتابی، محمود قنبری، تورج مهرزادیان، سعید شیخ‌زاده، کتایون اعظمی، کریم بیانی، حامد عزیزی، مهدی امینی، آبتین ممدوح، رضا الماسی، مجتبی فتح الهی، خشایار شمشیرگران، بهروز علی‌محمدی، امیرعباس پیام، غلامرضا صادقی، پویا فهیمی، امیر منوچهری فر